# Gabala quadrinigrata
Gabala quadrinigrata är en fjärilsart som beskrevs av W. Warren 1916. Gabala quadrinigrata ingår i släktet Gabala och familjen trågspinnare. Inga underarter finns listade i Catalogue of Life.